# Gruzińska Socjalistyczna Republika Radziecka
Gruzińska Socjalistyczna Republika Radziecka, Gruzińska SRR, radziecka Gruzja (ros. Грузинская Советская Социалистическая Республика, Грузия, gruz. საქართველოს საბჭოთა სოციალისტური რესპუბლიკა, საქართველო) – jedna z republik związkowych ZSRR. 

## Historia
Republika powstała w 1921 w wyniku agresji Rosji radzieckiej na Demokratyczną Republikę Gruzji.
W roku 1920 Rosja radziecka podjęła pierwszą, nieudaną próbę podporządkowania Gruzji, zakończoną 7 maja podpisaniem traktatu pokojowego. 11 lutego 1921 gruzińscy bolszewicy rozpoczęli powstanie zbrojne, a 14 lutego Lenin nakazał 11 Armii „poparcie powstania w Gruzji i zajęcie Tyflisu”. Uderzenie zbrojne od południa, wschodu i północy rozpoczęto w dniach 15–17 lutego. Ogłoszenie ustanowienia w kraju władzy radzieckiej (de facto powołanie Gruzińskiej SRR) nastąpiło 25 lutego 1921, po wkroczeniu 11 Armii do Tyflisu (Tbilisi).
12 marca do akcji zbrojnej przeciw Gruzji włączyła się Turcja. 16 marca w Moskwie podpisany został traktat rosyjsko-turecki (jego postanowienia zostały potwierdzone następnie w traktacie z Kars 23 października), na mocy którego ustalona została m.in. nowa granica turecko-gruzińska (Turcja odzyskała większość terytoriów utraconych w wojnie z Rosją 1877–1878, w tym – kosztem Gruzji – część Meschetii, Ardahan i południową Adżarię z miastem Artvin).
19 marca 1921 bolszewicy objęli kontrolę nad całym terytorium Gruzji.
Rok później, 2 marca 1922 ustanowiono konstytucję Gruzińskiej SRR, zaś 12 marca włączono republikę do Federacyjnego Związku Socjalistycznych Republik Radzieckich Zakaukazia, przekształconego w grudniu w Zakaukaską Federacyjną Socjalistyczną Republikę Radziecką, współtworzoną także przez Azerbejdżańską SRR, Armeńską SRR i Abchaską SRR.
Republika ta weszła w skład ZSRR 30 grudnia 1922. 
W anektowanej Gruzji doszło do masowych represji wymierzonych w opozycję, zakończonych jej całkowitym zniszczeniem do 1924.
W początkach władzy radzieckiej (1921–1922) południowe i wschodnie terytoria Gruzji zostały okrojone nie tylko na rzecz Turcji, ale także na rzecz Armeńskiej SRR (rejon Jalal Oghli – Lorri), Rosyjskiej FSRR (m.in. Soczi wraz z terenami przyległymi) oraz Azerbejdżańskiej SRR (m.in. rejon Zakatały wraz z Biełokanem). Zmiany okazały się trwałe. 

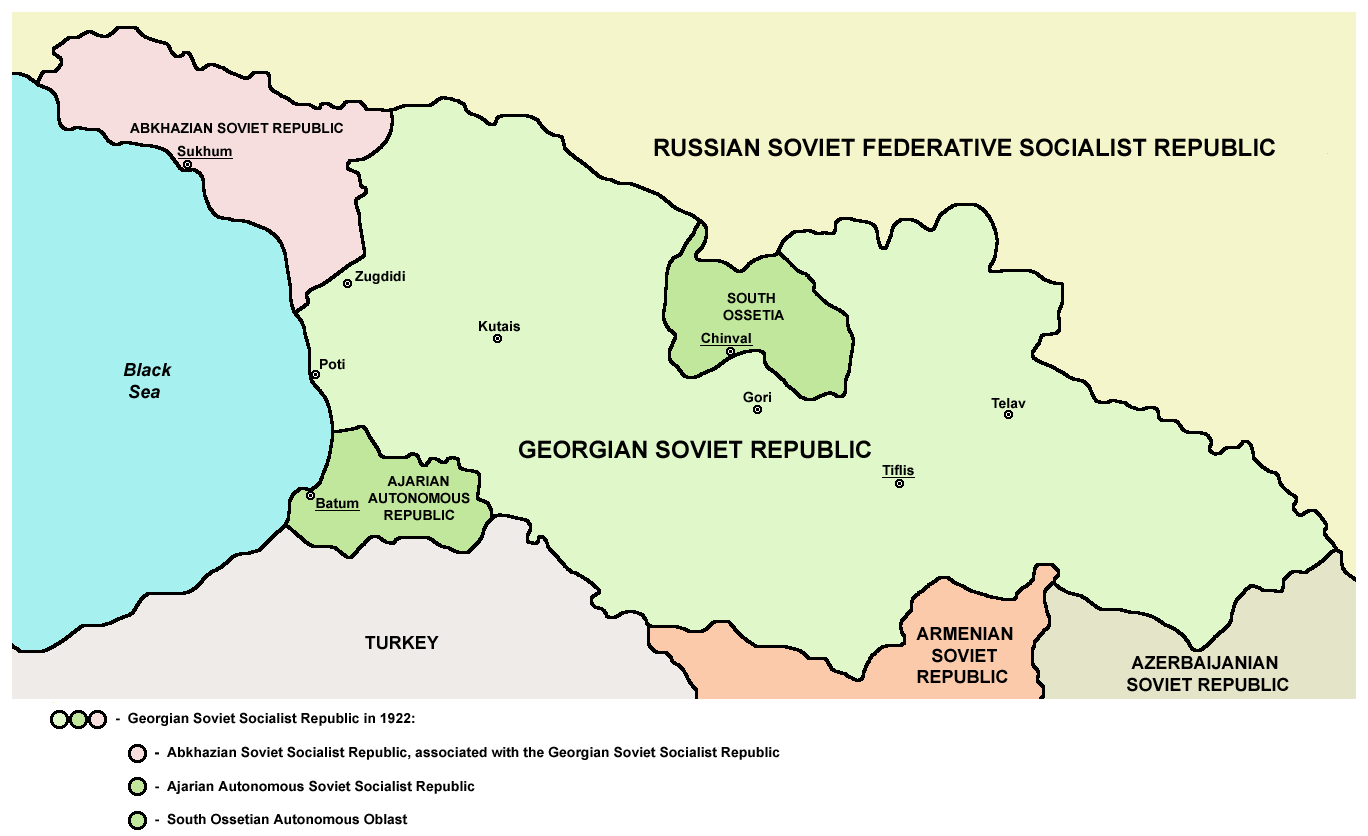
Terytorium Gruzińskiej Socjalistycznej Republiki Radzieckiej w 1922
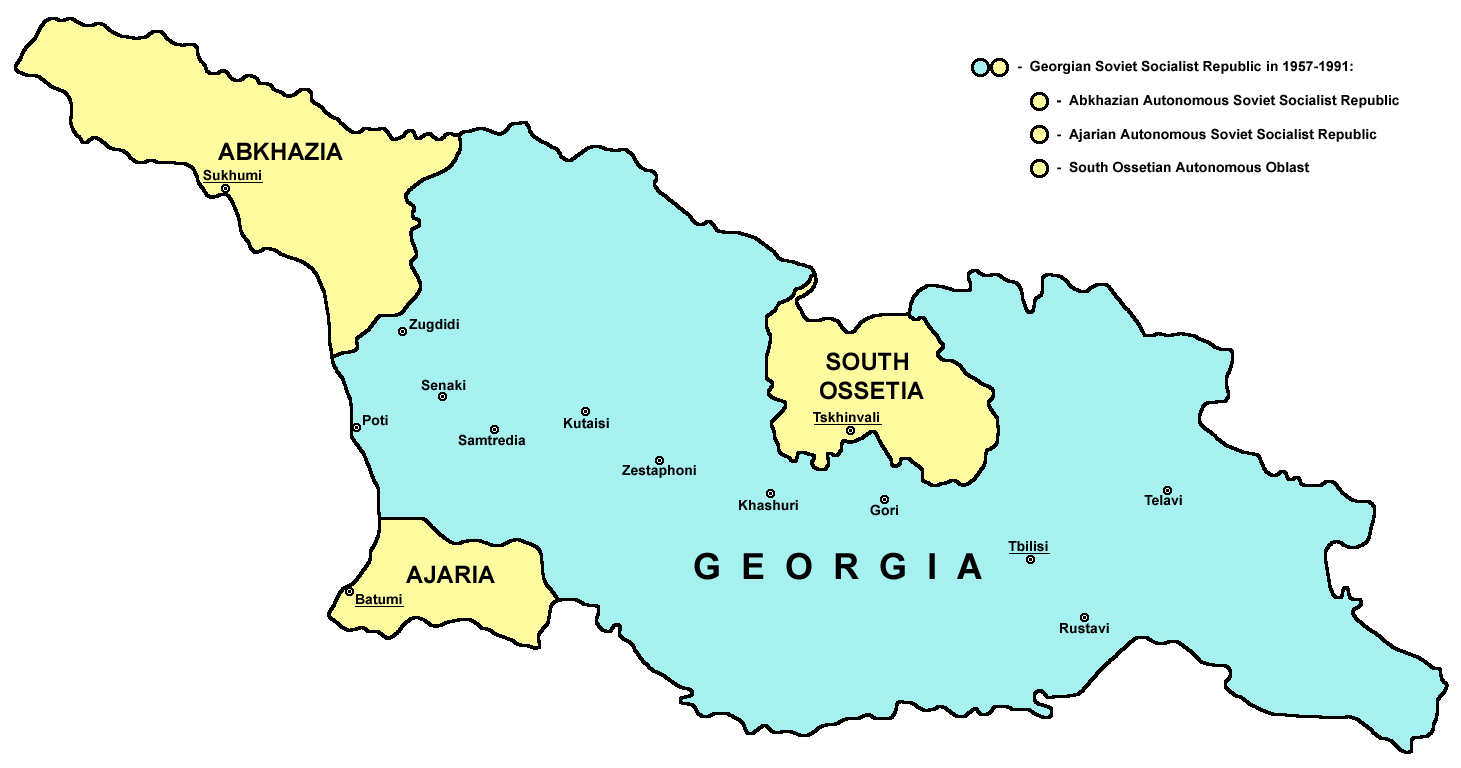
Terytorium Gruzińskiej Socjalistycznej Republiki Radzieckiej w latach 1957-1991

W 1931 roku do Gruzińskiej SRR została włączona Abchaska SRR, która przyjęła nazwę Abchaska Autonomiczna Socjalistyczna Republika Radziecka.
W 1936 roku rozwiązano Zakaukaską Federacyjną SRR, skutkiem czego Gruzińska SRR (podobnie jak Armeńska SRR i Azerbejdżańska SRR) stała się bezpośrednim członkiem ZSRR.
W skład Gruzińskiej SRR wchodziły trzy terytorialno-narodowe jednostki autonomiczne:
- republiki
  - Adżarska Autonomiczna Socjalistyczna Republika Radziecka (od 1921 r.)
  - Abchaska Autonomiczna Socjalistyczna Republika Radziecka (od 1931 r.)
- obwód autonomiczny
  - Południowoosetyjski Obwód Autonomiczny

W latach 1944–1955 dochodziło do nieznacznych zmian granic między Gruzińską SRR a sąsiednimi terytoriami Rosyjskiej FSRR.
W latach siedemdziesiątych XX wieku na terytorium Gruzji doszło do aktywizacji środowisk opozycyjnych wobec władzy komunistycznej. Po przyjęciu w 1977 nowej Konstytucji ZSRR rozpoczęto prace na temat Konstytucji Gruzji. 14 kwietnia 1978 doszło do protestów i demonstracji, głównie w Tbilisi, związanych ze sprzeciwem wobec projektowanych zapisów dotyczących języków urzędowych w republice (obrona języka gruzińskiego). Protesty zakończyły się powodzeniem, a we współczesnej Gruzji 14 kwietnia obchodzony jest jako  dzień języka ojczystego.
14 listopada 1990 Rada Najwyższa Gruzińskiej Socjalistycznej Republiki Radzieckiej zmieniła nazwę państwa na „Republika Gruzińska”, zaś na jej przewodniczącego wybrany został Zwiad Gamsachurdia. 9 kwietnia 1991 w wyniku decyzji parlamentu gruzińskiego republika odzyskała niepodległość jako Gruzja. Gamsachurdia został wybrany na pierwszego prezydenta państwa.